# Drugi lateranski sabor
Drugi lateranski sabor je deseti ekumenski sabor po Katoličkoj Crkvi. 
Sazvao ga je papa Inocent II. u travnju 1139., a nazočilo je blizu tisuću svećenika. Njezin neposredan zadatak bio je neutralizirati posljedice crkvenog raskola, koji je nastao nakon smrti pape Honorija II. u veljači 1130. i uspostavljanje Petris Leonis kao antipope Anacletus II.
Nakon smrti Honorija II., Pietro Pierleoni, pod imenom Anaklet II., izabran je za papu od strane većine kardinala, a uz potporu ljudi u Rimu na isti dan manjina je izabrala Inocent II. za papu. Godine 1135., Inocent II. održao je Sabor u Pisi, kojim je potvrdio svoj autoritet i osudio Anakleta II., koji je ubrzo umro 1138.
Drugi lateranski sabor dogodio se u Lateranskoj palači s gotovo tisuću crkvenih velikodostojnika. U svojoj uvodnoj riječi Inocent II. smjenjuje sve, koji su pomogali Anakletu II. Kralj Ruđer II. Sicilijanski je ekskomuniciran.
Sabor je također osudio učenja Petrobrusiansa i Henriciansa, sljedbenike Petra Bruysa i Henryja iz Lausanne. Konačno, Sabor je izradio mjere za izmjene i dopune crkvenog morala i discipline. Mnogi od kanona o ovim pitanjima uglavnom su ponovili odredbe Sabora u Reimsu i Clermontu.